# جان شارل سورنيا
جان-شارل سورنيا (بالفرنسية: Jean - Charles Sourina)‏ (بورجاس 24 نوفمبر 1917 - 8 يونيو 2000) أستاذ في الأكاديمية الطبية الفرنسية.

## حياته
عمل طبيبا جراحا لمدة تزيد على خمسة وعشرين عاما, عمل مديرا عاما للصحة في فرنسا بين 1978 - 1980, ترأس الجمعية الفرنسية والدولية لتاريخ الطب.

## مؤلفاته
- التاريخ العام للطب والصيدلة وطب الأسنان والطب البيطري (ثمانية أجزاء) بالاشتراك مع ج. بوليه 1981.
- التاريخ والطب 1982.
- الأطباء العرب في القرنين العاشر والحادي عشر 1986.
- الطب الثوري 1989.
- تاريخ الطب - من فن المداواة إلى علم التشخيص 2002 (ترجمت في سلسلة عالم المعرفة عدد مايو 2002).